# Šyša
Šyša je řeka na západě Litvy, v okrese Šilutė, od okresního města Šilutė na území Regionálního parku Němenské delty, pravý přítok ramene delty Němenu Atmata.

## Průběh toku
Šyša pramení 3 km východně od městysu Vainutas. Až do vsi Katyčiai teče na jihozápad. V tomto úseku je mnoho bobřích hrází, malebné údolí řeky a jejího přítoku Lazduona, na pravém břehu u obce Akmeniškiai stojí žemaitské hradiště Akmeniškių piliakalnis. Od vsi Katyčiai se řeka stáči na západ. Vlévá se u vsi Šyša (6 km na jihovýchod od Šilutė) do Atmaty 10 km od jejího ústí jako její pravý přítok. Řeka je s výjimkou středního toku regulovaná (celkem dvě třetiny toku); od města Šilutė je splavná. Průměrný spád je 95 cm/km. Plocha povodí je 410 km². Šířka koryta na horním toku je 2 - 3 m, u Šilutė 15 m, pod Šilutė 20–25 m, u ústí 30 m. Hloubka na středním toku je 0,8 – 1,5 m, pod Šilutė 2 m. Průtok u obce Jonaičiai (19 km od ústí) je: maximální 37 m³/s, průměrný 1,88 m³/s, minimální 0,18 m³/s. Na jaře hladina stoupá o 1,5 2,3 m nad průměrnou letní úroveň, při letních povodních o 2,1 m, na podzim o 0,3 - 0,8 m. Zimní povodně občas bývají vyšší než jarní. U řeky je na dolním toku zřízena přečerpávací stanice, která přečerpává vodu z Šyšského polderu do řeky.

## Přítoky
- Levé:

| Hydrologické pořadí | Řeka     | Délka (km) | Povodí (km²) | Vzdálenost od ústí (km) | Ústí kde    | Koordináty ústí |
| ------------------- | -------- | ---------- | ------------ | ----------------------- | ----------- | --------------- |
| 10012625            | Lazduona | 6,5        | 9,5          | 48,7                    | Lazduonėnai |                 |
| 10012628            | Medinupė | 3,1        | 2,2          | 38,4                    | Dėkintai    |                 |
| 10012629            | Š - 3    | 7,6        | 10,0         | 37,3                    | Dėkintai    |                 |
| 10012636            | Š - 1    | 2,7        | 2,0          | 34,0                    | Meišlaukiai |                 |
| 10012666            | Rupkalvė | 9,0        | 25,1         | 1,0                     | Šyša        |                 |

- Pravé:

| Hydrologické pořadí | Řeka       | Délka (km) | Povodí (km²) | Vzdálenost od ústí (km) | Ústí kde    | Koordináty ústí |
| ------------------- | ---------- | ---------- | ------------ | ----------------------- | ----------- | --------------- |
| 10012621            | Bamblynas  | 3,2        | 3,9          | 54,5                    | Kivyliai    |                 |
| 10012622            | Šyšalė     | 8,5        | 19,2         | 53,0                    | Kivyliai    |                 |
| 10012624            | Galnutė    | 4,6        | 5,6          | 51,6                    | Galnė       |                 |
| 10012626            | Š - 6      | 3,5        | 4,8          | 41,7                    | Kalnujai    |                 |
| 10012627            | Š - 4      | 2,4        | 5,2          | 41,0                    | Kalnujai    |                 |
| 10012631            | Plaškuotas | 7,3        | 10,4         | 36,8                    | Dėkintai    |                 |
| 10012632            | Mirglonas  | 7,7        | 10,7         | 35,3                    | Dėkintai    |                 |
| 10012633            | Girupis    | 3,6        | 8,2          | 34,4                    | Meišlaukiai |                 |
| 10012637            | Lendra     | 8,4        | 21,5         | 27,5                    | Pašyšiai    |                 |
| 10012641            | Š - 2      | 7,3        | 11,9         | 22,7                    | Gurgždžiai  |                 |
| 10012643            | Šustis     | 42         | 131,2        | 17,1                    | Jonaičiai   |                 |
| 10012661            | Topalis    | 7,0        | 7,1          | 16,3                    | Laučiai     |                 |
| 10012662            | Jovaris    | 7,6        | 14,2         | 13,4                    | Grabupėliai |                 |
| 10012664            | Grabupė    | 10,0       | 17,5         | 12,5                    | Macikai     |                 |

## Přilehlé obce
Vainutas, Lazduonėnai, Akmeniškiai, Katyčiai, Pašyšiai, Rumšai, Jonaičiai, Macikai, Šilutė, Šyša

### Přilehlé vlastivědné objekty
- Žemaitské hradiště Akmeniškių piliakalnis
- Koncentrační tábor Macikai

## Fauna
V roce 1995 zaměstnanci státního rybářství do řeky vpustili potěr pstruha potočního (Salmo trutta morpha fario) a pstruha mořského (Salmo trutta morpha trutta), který zdárně roste. V roce 1999 byl v řece uloven 2,4 kg exemplář pstruha. Pro řeku platí pravidla pstruhového pásma, ve které je (od obce Pašyšiai až do ústí) od 1. října do 31. prosince zakázáno lovit přívlačí (spinning), vláčením, na nástrahy živočišného původu.